# Liste der Naturdenkmale in Gemünden (Hunsrück)
Die Liste der Naturdenkmale in Gemünden nennt die im Gemeindegebiet von Gemünden ausgewiesenen Naturdenkmale (Stand 13. Mai 2024).

## Ehemalige Naturdenkmale
| Nr. | Bezeichnung | Lage                              | Beschreibung                                | Bild                                    |
| --- | ----------- | --------------------------------- | ------------------------------------------- | --------------------------------------- |
|     | Linde       | Panzweiler Straße, bei Nr. 1 Lage | Tilia sp.; Rechtsverordnung 1988 aufgehoben | Direkt Bild zu diesem Denkmal hochladen |